# أنيش شوبرا
أنيش شوبرا (بالإنجليزية: Aneesh Chopra) (و. 1972 – م)هو مدير التكنولوجيا التنفيذي من الولايات المتحدة الأمريكية . ولد في ترنتون، نيوجيرسي .
وهو عضو في الحزب الديمقراطي الأمريكي .

## التعليم
تعلم في جامعة جونز هوبكينز، وكلية كينيدي بجامعة هارفارد، وجامعة هارفارد.